# Antoine-Louis Barye

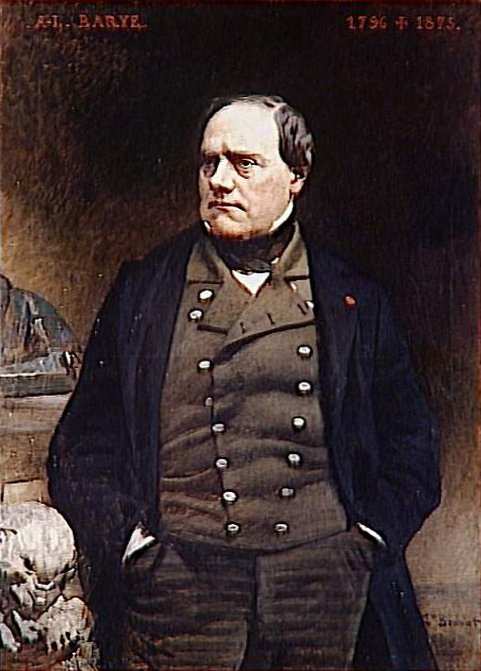
Antoine-Louis Barye, Porträt von Léon Bonnat

Antoine-Louis Barye (* 24. September 1795 in Paris; † 27. Juni 1875 ebenda) war ein französischer Bildhauer und Maler.

## Leben und Werk
1809 begann Barye mit 14 Jahren seine Lehre bei einem Metallgraveur, wurde aber anlässlich der Mobilmachung des Russlandfeldzugs in die Armee verpflichtet. Von Anfang an arbeitete Barye im Stab des Ingenieurkorps, wo er in der Stabsschule Festungspläne zeichnen und modellieren lernte.
1814 wurde Barye ins Zivilleben entlassen und begann den Beruf des Ziseleurs zu erlernen. Zwei Jahre später kam er als Schüler zum Bildhauer François Joseph Bosio, wo er künstlerisches Modellieren lernte. Mit dessen Empfehlung nahm 1817 der Maler Antoine-Jean Gros Barye in seinem Atelier auf. Bereits im darauffolgenden Jahr konnte Barye auf der Ausstellung der École nationale supérieure des beaux-arts de Paris mit seinem Relief Milo von Kroton im Kampf mit einem Löwen einen Preis erringen.
Da er in den folgenden Jahren auf den Ausstellungen der École des Beaux-Arts und im Pariser Salon nur noch lobend erwähnt worden war und eine Bronzemedaille erhielt, weigerte sich Barye fortan, seine Werke auszustellen. Er bekam eine Anstellung bei dem Goldschmied und Juwelier Jacques Henri Fauconnier, der allerdings die meisten Arbeiten Baryes als seine eigenen ausgab. Während dieser Jahre begann Barye mit seinen Tierstudien; meistenteils im Jardin des Plantes.
Erst 1831 stellte Barye wieder ein Werk der Öffentlichkeit vor: Ein Tiger, der ein Krokodil zerreißt und begründete mit dieser Skulptur seinen Ruf als Tierbildner. Mit Der eine Schlange zerreißende bronzene Löwe übertraf er sich noch und wurde deswegen zum Ritter der Ehrenlegion geschlagen. Einer seiner besten Kunden in diesen Jahren war der Herzog von Orléans, für den er u. a. mehrere Tafelaufsätze mit verschiedenen Tiergruppen schuf.
Zu den besten der übrigen, in den nächsten Jahren entstandenen Arbeiten gehören das Relief des Löwen am Postament der Julisäule, eine tote Gazelle für den Herzog von Orléans und ein junger Löwe, der ein Pferd niederwirft. Unter seinen anderen, fast ausschließlich in Bronzeguss ausgeführten Werken steht der mit dem Centauren kämpfende Lapith wegen der dramatischen Kraft der Darstellung obenan. Dazu kommen aus verschiedenen Perioden seines Lebens mehrere kleine Reiterstatuen und Statuetten sowie 1864 die etwas zu exzentrische Reiterstatue Napoleons I. für Ajaccio. Das Museum des Luxembourg bewahrt eine bedeutende Zahl seiner Modelle und kleiner Bronzen. Neben diesen bildnerischen Arbeiten trieb Barye mit Erfolg auch die Aquarellmalerei, die Radierkunst und die Lithographie. Als Bildhauer war er einer der eifrigsten Vorkämpfer des Realismus, welcher ein eindringliches Naturstudium mit großer Kühnheit der Auffassung zu vereinigen wusste.
Er ist der Schöpfer eines der bronzenen Löwen vor dem Porte des Lions, einem Seiteneingang des Louvre.
1869 wurde er als Mitglied in die Königliche Akademie der Wissenschaften und Schönen Künste von Belgien (Classe des Beaux-Arts) aufgenommen.
Antoine-Louis Barye ist der Vater des Bildhauers Alfred Barye
Im Alter von fast 80 Jahren starb Antoine-Louis Barye am 27. Juni 1875. Er wurde auf dem Friedhof Père-Lachaise beigesetzt.

## Werke (Auswahl)

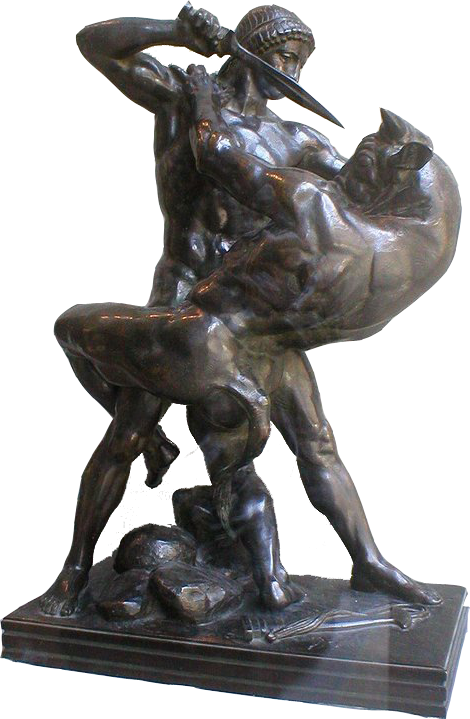
Theseus und Minotauros

- Der Holzkahn, 18 × 24 cm. Paris, Privat-Slg.
- Die Tochter des Künstlers, Leinwand, 75 × 60 cm. Paris, Musée National du Louvre.
- Fressender Löwe, Holz, 12 × 23 cm. Paris, Musée National du Louvre.
- Kämpfende Hirsche, Leinwand, 25 × 32 cm. Paris, Musée National du Louvre.
- Landschaft bei Fontainebleau, Holz, 20 × 27 cm. Paris, Privat-Slg.
- Löwen vor ihrer Höhle, Leinwand, 39 × 50 cm. Paris, Musée National du Louvre.
- Reißender Löwe, Holz, 10 × 21 cm. Paris, Musée National du Louvre.
- Ruhender Tiger, Leinwand, 51 × 121 cm. Paris, Musée National du Louvre.
- Schlange erstickt Antilope, Aquarell, 24 × 42 cm. Paris, Privat-Slg.
- Schluchten von Apremont, Leinwand, 17 × 31 cm. Paris, Musée National du Louvre.
- Tiger in freier Natur, Aquarell, 30 × 71 cm. New York, Slg. W. Cummings Baker.
- Monument à Napoléon Ier et ses frères in Ajaccio, 1865